# Polnalyubvi
Marina Valerievna Demeșcenko (în rusă Марина Валерьевна Демещенко; n. 13 februarie 2000, Anadîr, Districtul autonom Ciukotka, Rusia), cunoscută și sub numele de scenă Polnalyubvi („plină de iubire”, în limba rusă fără spațiere), este o cântăreață rusă de muzică indie. Născută în Anadîr, și-a lansat primul album în 2017, iar până în mai 2023 a lansat cinci albume.